# 스몰 타운 새터데이 나이트
《스몰 타운 새터데이 나이트》(영어: Small Town Saturday Night)는 2010년 개봉한 미국의 앙상블 드라마 영화이다.

## 줄거리
한 작은 미국 마을에서 막 출소한 범죄자, 마을의 평화를 유지하려는 보안관보, 꿈을 좇아 내슈빌로 향하려는 컨트리 음악 가수, 그를 사랑하는 싱글맘의 사연이 얽히고설킨다.

## 출연진
- 크리스 파인 - 렛 라이언 역
- 숀 크리스천 - 토미 카슨 역
- 존 호크스 - 도니 역
- 브리 블레어 - 서맨사 카슨 역
- 옥타비아 스펜서 - 론다 둘리 역
- 뮤즈 왓슨 - 찰리 카슨 역
- 로버트 파인 - 존 라이언 역
- 브렌트 브리스코 - 트래비스 퍼킨스 역
- 스콧 마이클 캠벨 - 드웨인 머피 역
- 애덤 헨더숏 - 레스 라이언 역
- 캘리 메이저스 - 메건 카슨 역
- 린 셰이 - 필리스 라이언 역